# Suicide Squad (film 2016)
Suicide Squad è un film del 2016 scritto e diretto da David Ayer.
Basato sull'omonimo gruppo di DC Comics, il film è interpretato da un cast corale che comprende Will Smith, Jared Leto, Margot Robbie, Joel Kinnaman, Viola Davis, Jai Courtney, Jay Hernandez, Adewale Akinnuoye-Agbaje, Ike Barinholtz, Scott Eastwood e Cara Delevingne, ed è la terza pellicola del DC Extended Universe (DCEU). Nel 2017 ha vinto il Premio Oscar al miglior trucco, a cura di Alessandro Bertolazzi, Giorgio Gregorini e Christopher Nelson.
Il film è stato distribuito il 5 agosto 2016 negli Stati Uniti e il 13 agosto 2016 in Italia anche in 3D e IMAX 3D. Il film ha stabilito diversi record al botteghino, incassando oltre 740 milioni di dollari in tutto il mondo, mentre è stato accolto in maniera generalmente negativa dalla critica cinematografica, che ha lamentato una generale confusione nella trama e nella caratterizzazione dei personaggi, lodando tuttavia diverse performance del cast, tra cui Jared Leto e Margot Robbie, e la presenza di un maggior umorismo rispetto ai precedenti film del DCEU.

## Trama
In seguito alla morte di Superman, l'ufficiale dell'intelligence Amanda Waller convince il governo degli Stati Uniti a dare il via libera alla Task Force X, un gruppo composto da alcuni supercriminali rinchiusi nel carcere di Belle Reve che riceveranno sconti di pena compiendo missioni per il governo. Waller vuole selezionare per il gruppo, guidato dal colonnello Rick Flag, criminali del calibro di Floyd Lawton, un cecchino considerato il migliore al mondo con il nome in codice Deadshot e che è stato arrestato da Batman mentre cercava di trascorrere del tempo con sua figlia Zoe, Harleen Quinzel, ex psichiatra innamoratasi del suo paziente Joker trasformandosi nella sua folle spalla Harley Quinn, e June Moon, fidanzata di Flag posseduta dalla strega Incantatrice che viene controllata da Waller tramite il suo cuore.
Incantatrice, ben più pericolosa e imprevedibile di quanto potesse pensare Waller, finisce presto per ribellarsi attaccando la città di Midway City insieme al suo bestiale fratello Incubus. Col consenso del governo Waller invia una squadra guidata da Flag e composta da Deadshot, Harley, il pirocineta El Diablo, l'uomo-coccodrillo Killer Croc, il rapinatore Capitan Boomerang, la mercenaria Katana e l'arrampicatore Slipknot: la loro missione è salvare un obiettivo rimasto indietro durante l'evacuazione della città. Nel frattempo Joker tortura il capo delle guardie di Belle Reeve per ottenere informazioni su Harley e rapisce il dottore che ha progettato le bombe usate per controllare i membri della squadra.
Accompagnati dai marines dell'ufficiale GQ Edwards, i componenti della squadra atterrano a Midway e si dirigono verso il loro obbiettivo. Boomerang e Slipknot tuttavia cercano subito di fuggire, portando Flag ad uccidere il secondo per far desistere gli altri da eventuali ribellioni. Presto il gruppo si imbatte in alcuni mostri creati da Incantatrice trasformando dei normali esseri umani e li affronta riuscendo a trionfare. Il gruppo prosegue quindi verso il palazzo in cui si è asserragliato il loro obbiettivo, che si rivela essere Waller stessa, rimasta in città per monitorare di persona l'invasione di Incantatrice. La squadra si prepara ad evacuarla, ma subisce un attacco di Joker, intervenuto per liberare Harley: il criminale riesce nel suo intento, ma il suo elicottero viene presto abbattuto portandolo apparentemente verso la morte.
Waller sale quindi su un nuovo elicottero, ma viene catturata da Incubus e portata al cospetto di Incantatrice. Flag ordina alla squadra e ai marines rimasti di salvarla, ma Deadshot scopre la verità su Incantatrice, fino a quel momento nascosta alla squadra. Il gruppo si rifiuta di combattere, ma quando Flag rivela loro la sua relazione con June Moon e svela a Deadshot che sua figlia gli ha sempre scritto mentre era in prigione i criminali decidono di affrontare comunque Incantatrice per dimostrare al mondo che possono essere degli eroi. Mentre Killer Croc e Edwards posizionano una mina sotto alla posizione di Incantatrice, gli altri della squadra combattono contro Incubus ed El Diablo, colpevole di aver ucciso accidentalmente la sua famiglia, si sacrifica per ucciderlo morendo insieme ad Edwards. Incantatrice riesce invece a sconfiggere gli altri, ma viene ferita gravemente da Harley mentre Deadshot e Croc distruggono l'arma che aveva creato per distruggere il mondo, mentre Flag le stritola il cuore sconfiggendola definitivamente.
Flag e June Moon si ricongiungono felicemente mentre Deadshot è libero di visitare sua figlia prima di tornare in prigione. Waller concede ai superstiti del gruppo degli sconti di pena, ma Harley viene raggiunta in prigione dal redivivo Joker, che la libera massacrando tutte le guardie.
Nella scena dopo i titoli di coda, Waller si incontra con Bruce Wayne fornendogli informazioni: l'agente minaccia velatamente il miliardario rivelando di sapere della sua identità segreta, ma Wayne la minaccia a sua volta facendo cenno ai suoi nuovi amici.

## Personaggi
- Floyd Lawton / Deadshot, interpretato da Will Smith: un esperto sicario, capace di utilizzare con grande maestria qualsiasi arma da fuoco. Cerca al contempo di essere un buon padre per la sua giovane figlia Zoe.[2]
- Joker, interpretato da Jared Leto: un folle supercriminale.[2] Leto ha descritto il suo ruolo come «un personaggio quasi shakespeariano» e un «bel disastro d'un personaggio».[3] Leto non è mai uscito dal personaggio durante la lavorazione del film e Will Smith ha affermato di non averlo mai conosciuto realmente.[4] In preparazione per il suo ruolo Leto ha letto diverse opere sullo sciamanesimo e ha passato del tempo da solo ad ascoltare musica gospel degli anni venti, affermando che secondo lui «il Joker potrebbe essere più vecchio di quello che la gente pensa». Per interpretare il personaggio Leto ha avuto dei colloqui con vari medici e psicopatici e ha preso ispirazione dai boss della droga messicani e dai lavori di Alejandro Jodorowsky.[4]
- Harleen Quinzel / Harley Quinn, interpretata da Margot Robbie: Harley ha conosciuto il Joker quando lavorava come psichiatra all' Arkham Asylum e si chiamava ancora Dr. Harleen Quinzel. In seguito si è evoluta in una folle criminale innamorata follemente del Joker. Il produttore Richard Sucha ha descritto il personaggio «Divertente, folle, spaventoso [...] Non è possibile avere aggettivi sufficienti per descrivere tutte le diverse cose che la si vedono fare». Robbie ha invece descritto Harley come uno dei membri più manipolativi della squadra e il suo rapporto con Joker come «incredibilmente disfunzionale», aggiungendo che Quinn è «letteralmente pazza di lui. Ma lei lo ama. Ed è davvero un rapporto malsano e disfunzionale, ma coinvolgente».[2]
- Rick Flag, interpretato da Joel Kinnaman: un militare che esegue gli ordini di Amanda Waller, ma non sempre è d'accordo con i suoi obiettivi o i suoi metodi. S'innamora di June Moone e cerca di aiutarla a liberarsi dell'influenza dell'Incantatrice. Per il ruolo era stato inizialmente ingaggiato Tom Hardy, che ha in seguito dovuto lasciare il progetto per prendere parte alle riprese di Revenant.[2]
- Amanda Waller, interpretata da Viola Davis: l'agente governativo che ha creato e dirige la Suicide Squad.[2] La Davis si è detta affascinata dal personaggio, esaltando la sua forza e la sua psicologia e descrivendola come «una potente donna nera, dura, pronta in ogni momento a prendere un'arma e a sparare a chiunque».[5] Per prepararsi al ruolo Davis ha letto il libro Confessioni di una sociopatica di M.E. Thomas.
- George "Digger" Harkness / Capitan Boomerang, interpretato da Jai Courtney: un ladro assassino australiano robusto, imprevedibile e chiacchierone che utilizza dei pericolosi boomerang affilati come lame. Sul suo ruolo, Courtney ha dichiarato che «È un assoluto bogan, nel senso più puro».[2][4] Ha un unicorno rosa, che si chiama "Pinky".
- Chato Santana / El Diablo, interpretato da Jay Hernandez: ex-membro di una gang di Los Angeles, ha il potere di controllare il fuoco, decidendo di sopprimere i suoi poteri in una fiamma solitaria come penitenza per gli orrori che ha inflitto alle persone che ha amato. Hernandez definisce il suo personaggio come lui «vuole solo rimanere fuori dalla lotta», mentre «la maggior parte dei membri della Squad è felice di uscire da lì e uccidere le persone».[2][4]
- June Moone / Incantatrice, interpretata da Cara Delevingne: un'archeologa posseduta da un antico spirito maligno che la trasforma in una potente e malvagia strega.[6] S'innamora di Rick Flag. L'Incantatrice è un'antica entità malvagia che viene risvegliata dall'esploratrice June Moone dopo un lungo periodo di prigionia. Non fa parte della Suicide Squad, ma attira l'attenzione di Amanda Waller. Delevingne spiega che l'entità è «un'antica maga, un essere ferino».[4] È la vera antagonista principale del film.
- Waylon Jones / Killer Croc, interpretato da Adewale Akinnuoye-Agbaje: un feroce supercriminale che soffre di una rara malattia che fa sembrare la sua pelle simile a quella di un coccodrillo. Akinnuoye-Agbaje ha descritto il personaggio come «un cannibale con problemi di rabbia».[2]
- Griggs, interpretato da Ike Barinholtz: responsabile della sicurezza del carcere Belle Reve dove la squadra è tenuta prigioniera.[7]
- GQ Edwards, interpretato da Scott Eastwood: un Navy SEAL che aiuta Flag nella sua missione.[7] Ayer aveva inizialmente contattato Shia LaBeouf per il ruolo, ma l'attore è stato scartato dallo studio.[8]
- Tatsu Yamashiro / Katana, interpretata da Karen Fukuhara: un'esperta di arti marziali e abile spadaccina,[2] è la guardia del corpo di Rick Flag e impugna la spada Soultaker, capace di intrappolare le anime dei nemici.[4] Si offre volontaria per la missione e a differenza degli altri membri non è una criminale e per questo non ha una micro-bomba. Fukuhara ha dichiarato che Katana «possiede un codice morale. Lei può anche affettare centinaia di persone senza battere ciglio, ma piange la morte del marito».[4]
- Christopher Weiss / Slipknot, interpretato da Adam Beach e doppiato da Emilio Mauro Barchiesi: un altro membro della squadra, mercenario specializzato nella tattica della lotta e arrampicata con l'uso di corde.[2]

Ben Affleck e Ezra Miller riprendono i rispettivi ruoli di Bruce Wayne / Batman e Barry Allen / Flash da Batman v Superman: Dawn of Justice. Jim Parrack e Common appaiono nei panni di Jonny Frost, braccio destro di Joker, e Monster T., un criminale che collabora con il Joker. Fanno parte del cast anche Alex Meraz nel ruolo di Gomez, David Harbour nel ruolo di Dexter Tolliver e Raymond Olubowale.

## Produzione

### Sviluppo
Nel febbraio 2009 la Warner Bros. cominciò a sviluppare un film sulla Squadra Suicida prodotto da Dan Lin, Colin Wilson e Cherles Roven e scritto da Justin Marks. Nel settembre 2014 David Ayer firmò per dirigere e scrivere il film. Nell'ottobre 2014 Ayer parlò del film durante un'intervista a Empire definendolo «una specie di Quella sporca dozzina con dei supercriminali» e affermando di aver basato la sceneggiatura su vari fumetti della Suicide Squad e che «l'universo DC è troppo ricco per poter andare molto fuori strada». Nel marzo 2015 il regista rivelò che nel film sarà anche mostrato l'Arkham Asylum in cui sono incarcerati alcuni dei protagonisti.

### Casting
Nell'ottobre 2014 la Warner Bros. offrì dei ruoli da protagonisti a Ryan Gosling, Tom Hardy, Margot Robbie e Will Smith. Nel novembre dello stesso anno venne confermato che Jared Leto era in trattative per la parte del Joker, ruolo per cui inizialmente era stato ipotizzato Gosling. Poco dopo venne annunciato che Robbie era confermata per il ruolo di Harley Quinn mentre Hardy avrebbe dovuto interpretare Rick Flag e Will Smith un ruolo ancora sconosciuto. Nel dicembre 2014 la Warner Bros. confermò Smith, Hardy, Leto, Robbie, Jai Courtney e Cara Delevingne nei ruoli di Deadshot, Rick Flag, Joker, Harley Quinn, Capitan Boomerang e Incantatrice. Venne inoltre riportato che lo studio stava considerando Viola Davis, Octavia Spencer e Oprah Winfrey per il ruolo di Amanda Waller. In seguito all'annuncio del cast John Ostrander, creatore dell'incarnazione moderna della Squadra Suicida, parlò con Comic Book Resources riguardo al casting, affermando: «Non ho alcun problema con il casting... ciò che mi stupisce è che hanno preso degli attori davvero bravi per interpretare queste parti».
Nel gennaio 2015 la Davis espresse interesse per il ruolo di Amanda Waller affermando di esserne affascinata. Nello stesso mese Hardy fu costretto ad abbandonare il ruolo di Rick Flag per il sovrapporsi delle riprese del film con quelle di Revenant - Redivivo di Alejandro González Iñárritu. Lo studio offrì il ruolo a Jake Gyllenhaal che rifiutò. Vennero quindi presi in considerazione Joel Edgerton, Jon Bernthal e Joel Kinnaman come possibili interpreti di Flag. Nel febbraio 2015 Jay Hernandez entrò nel cast e Kinnaman fu confermato per sostituire Hardy come Rick Flag. Ai Premi Oscar 2015 la Davis annunciò di essere stata scelta per il ruolo di Amanda Waller. Il mese seguente venne riportato che il pugile Raymond Olubawale era entrato nel cast e Scott Eastwood confermò su Twitter di essere nel film. Il 31 marzo venne confermato che Adewale Akinnuoye-Agbaje e Karen Fukuhara erano stati scelti per interpretare rispettivamente Killer Croc e Katana. Nell'aprile 2015 si unirono al cast Adam Beach, Ike Barinholtz e Jim Parrack. Nel gennaio 2016 venne confermata la presenza di Ben Affleck nei panni di Batman.

### Riprese
Le riprese del film cominciarono a Toronto il 13 aprile 2015 e proseguirono fino al 24 agosto seguente. Nel dicembre 2014 L'Hollywood Reporter aveva rivelato che la pre-produzione del film sarebbe cominciata a febbraio 2015 ai Pinewood Toronto Studios e che le riprese si sarebbero tenute da metà aprile fino a settembre. Nel febbraio 2015 Ayer pubblicò alcune foto dal set in costruzione. Nel marzo 2015 Leto pubblicò una foto del suo nuovo look sui social network, senza barba e con i capelli corti, in preparazione al ruolo del Joker. Il 5 maggio si svolsero delle riprese nel centro di Toronto. A fine mese si svolsero le riprese di un inseguimento in macchina tra il Joker e Harley Quinn e una controfigura nei panni di Batman. A fine maggio la produzione si spostò ai Pinewood Toronto Studios. Le riprese terminarono nell'agosto 2015.

### Post-produzione
Il 24 giugno 2016 Ayer confermò di aver completato il film.

## Colonna sonora
La colonna sonora del film è stata composta da Steven Price. Un album intitolato Suicide Squad: The Album e contenente le canzoni presenti nel film è stato pubblicato il 5 agosto 2016, anticipato dalla pubblicazione come singolo del brano Heathens dei Twenty One Pilots.

## Promozione

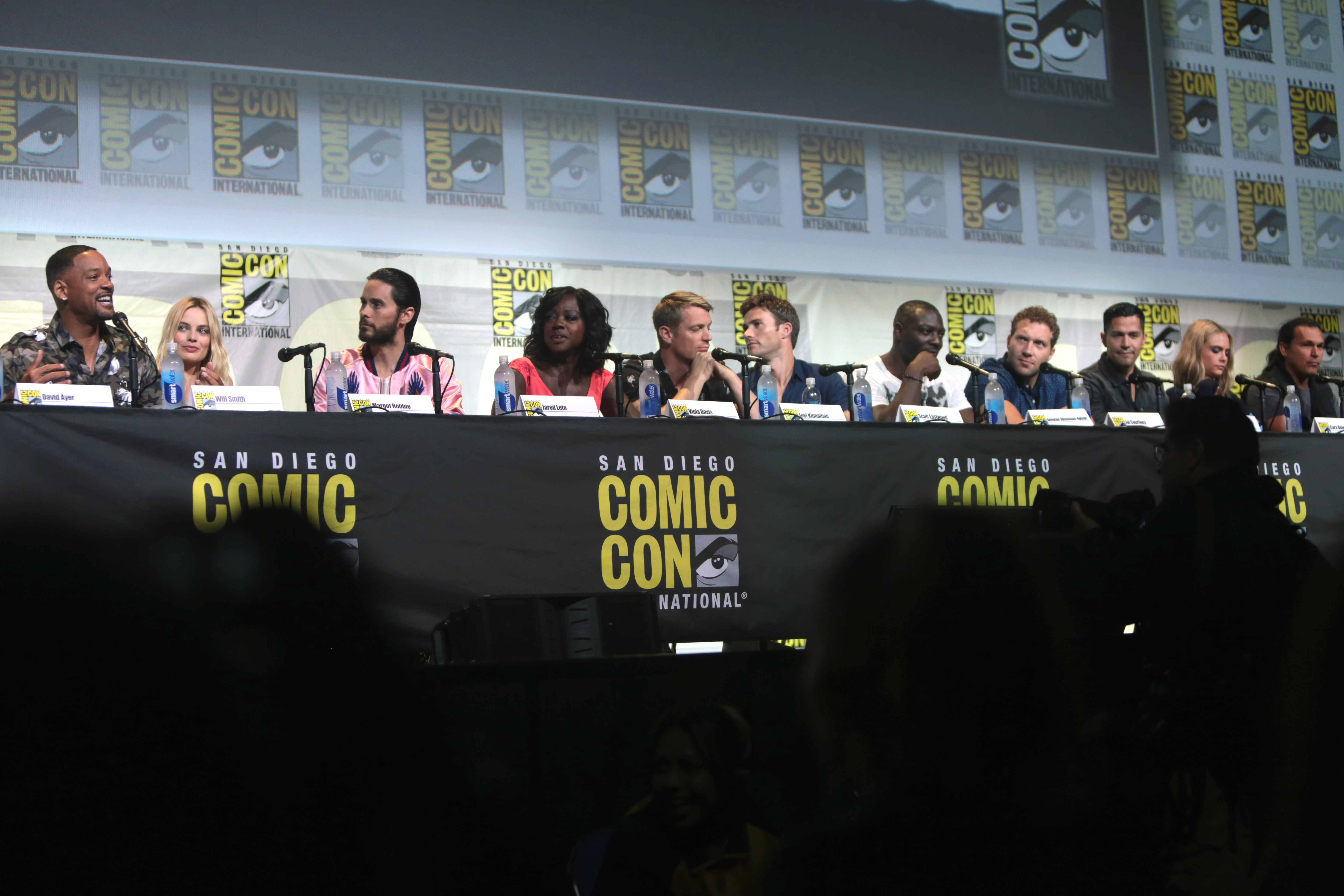
Il cast di Suicide Squad al San Diego Comic-Con International 2016. Da sinistra a destra: Will Smith, Margot Robbie, Jared Leto, Viola Davis, Joel Kinnaman, Scott Eastwood, Adewale Akinnuoye-Agbaje, Jai Courtney, Jay Hernandez, Cara Delevingne e Adam Beach.

Il teaser trailer di Suicide Squad è stato presentato al San Diego Comic-Con 2015 alla presenza del cast e di Ayer. Il trailer avrebbe dovuto essere un'esclusiva del Comic-Con e la Warner Bros. non aveva intenzione di pubblicarlo online, tuttavia una versione a bassa risoluzione venne caricata su internet, costringendo la Warner Bros. a pubblicare il trailer in versione ufficiale. Il 19 gennaio 2016 è stato pubblicato il primo trailer ufficiale, anche in italiano. Il 10 aprile 2016, durante gli MTV Movie Awards, è stato pubblicato il secondo trailer ufficiale.

## Distribuzione
La première del film si è tenuta al Beacon Theatre di New York il 1º agosto 2016. Il film è stato distribuito il 5 agosto 2016 negli Stati Uniti d'America; il film è stato distribuito in numerosi mercati in concomitanza con l'uscita statunitense, tra cui Francia, Corea del Sud, Australia, Russia, Brasile, Regno Unito, Irlanda, Spagna e Messico. In Italia il film è stato distribuito il 13 agosto 2016, anche in 3D e IMAX 3D.

### Divieti
Negli Stati Uniti la Motion Picture Association of America ha classificato il film come "PG-13", ovvero vietato ai minori di 13 anni non accompagnati, a causa di sequenze di violenza e azione estrema, atteggiamenti disturbanti, contenuti e linguaggio allusivi.

### Edizioni home video
La versione Blu-Ray e DVD di Suicide Squad è stata pubblicata il 6 dicembre 2016. È stata messa in commercio anche la versione Extended Cut (disponibile solo nelle versioni limitate e in 3D del Blu-Ray), che vanta 11 minuti in più rispetto alla versione cinematografica. Di seguito sono riportate le principali scene aggiuntive:
- La scena in cui il Joker tortura Harley Quinn è più lunga di qualche secondo.
- È presente un cameo del regista David Ayer nei panni di una guardia di scorta intenta a nutrire Killer Croc.
- È presente una scena in cui Harley Quinn "infastidisce" gli altri membri della Squadra, compresa Katana che, alla fine della discussione, mostra il proprio volto (che non è mai mostrato nella versione cinematografica).
- È presente un flashback inedito con protagonisti Harley Quinn e il Joker.
- La scena del bar comprende lo spezzone visto nel trailer, ma rimosso dalla versione cinematografica.

## Accoglienza

### Incassi
Il film ha incassato 325100054 $ in Nordamerica e 424100000 $ nel resto del mondo, per un incasso globale di 749200054 $, a fronte di un budget di $175 milioni (più 150 milioni per la promozione).

#### Nord America
Le previsioni d'incassi per il week-end d'esordio in Nord America sono state più volte riviste dagli analisti, con cifre che vanno da $100 milioni a $145. Il film è stato distribuito in 4200 schermi in Nord America, la più ampia distribuzione di sempre per il mese di agosto. Il sito di vendita di biglietti online Fandango ha riportato che il film ha stabilito un record di biglietti pre-venduti sul sito. Alle anteprime statunitensi del giovedì sera il film ha incassato $20,5 milioni, stabilendo un record nelle anteprime di agosto e come terzo miglior incasso alle anteprime dell'anno (dietro a Batman v Superman: Dawn of Justice e Captain America: Civil War). Nel primo giorno di programmazione il film ha incassato $65,1 milioni, compresi gli incassi delle anteprime, stabilendo un record come miglior esordio nel mese di agosto. Nel primo week-end di programmazione ha incassato $133,6 milioni, stabilendo un record per il miglior week-end d'apertura ad agosto. Si tratta inoltre del secondo miglior debutto di sempre per un film non-sequel dopo Hunger Games, del quarto miglior esordio dell'anno e del quinto miglior esordio di sempre per un film Warner Bros.

#### Internazionale
Suicide Squad è stato distribuito in 57 paesi in concomitanza con l'uscita statunitense tra cui Francia, Corea del Sud, Australia, Russia, Brasile, Regno Unito, Irlanda, Spagna e Messico. Deadline.com ha riportato che, nonostante il film sia basato su una proprietà della DC Comics meno nota, la presenza di star come Will Smith potrebbe aiutare la performance del film al botteghino. Il film ha esordito il 3 agosto 2016 in 7 mercati internazionali, incassando $8,1 milioni il primo giorno di programmazione. Il 4 agosto il film è stato distribuito in altri 33 paesi, incassando $20.8 milioni, per un totale in due giorni di $29.6 milioni in 40 paesi.
Ha stabilito un record per il miglior esordio di sempre per un film Warner Bros. in Russia, ($3,9 milioni) e un record per il miglior giorno d'apertura nel mese di agosto nel Regno Unito ($6,2 milioni), in Brasile ($3 milioni), Corea del Sud ($2,9 milioni, anche il secondo miglior esordio di sempre per un film Warner Bros.), Francia ($2,7 milioni), Svezia (564000 $) e nei Paesi Bassi (517000 $ anche il miglior esordio di sempre per un film di supereroi e il miglior esordio dell'anno). Secondo i dati di IMDb, Suicide Squad è stato il film più popolare del 2016 secondo le ricerche effettuate sul sito.

### Critica
Il film ha ricevuto recensioni generalmente negative da parte della critica. Sull'aggregatore di recensioni Rotten Tomatoes il film ha un indice di gradimento del 26% basato su 391 recensioni di critici con un voto medio di 4,8 su 10. Il commento del sito recita: «Suicide Squad presenta un cast di talento e un po' più di humor rispetto alle altre pellicole del DCEU, ma queste cose non bastano per salvare il prodotto finale da una trama confusa, personaggi scritti in modo debole e una regia disordinata». Su Metacritic il film ha un voto medio di 40 su 100 basato su 53 recensioni, indicante «recensioni miste o medie». Chris Nashawaty di Entertainment Weekly ha dato al film B-, affermando che «Per la DC, che aveva fatto pena con Batman v Superman in primavera, Suicide Squad rappresenta un piccolo passo avanti, ma avrebbe potuto essere un balzo enorme». Joshua Yehel di IGN ha dato al film 5.9 su 10, scrivendo: «Ci sono alcuni elementi piacevoli, tra cui diverse grandi performance da parte del cast di star, ma ciò non è abbastanza per sollevare una trama priva di ispirazione». Peter Debruge di Variety ha affermato che «sulla carta, questo film avrebbe potuto essere l'antidoto a una sempre più codificata serie di film di supereroi, ma alla fine finisce per esserne solo una versione più arrogante». In una recensione molto critica Peter Travers di Rolling Stone ha scritto: «La DC prova qualcosa di diverso con Suicide Squad, un gruppo di villain che combattono il crimine pieno di star del cinema e il risultato è tutto fuorché super». David Sims ha scritto su The Atlantic che il film «si affretta troppo nel presentare il suo grandissimo gruppo di antieroi e si affida troppo a una colonna sonora sconclusionata e a troppe voci fuori campo che spiegano cose. Alcuni personaggi appaiono dal nulla e sono introdotti da una semplice frase; alcuni spariscono improvvisamente senza che se ne dica più niente. Il tono del film oscilla tra l’azione cupa e brutale e la stravagante commedia». Anthony Lane, il principale critico di cinema del New Yorker, ha espresso delle critiche sulla trama affermando che «dire che la trama del film non funziona sarebbe impreciso, perché vorrebbe dire che da qualche parte c’è una trama».
Devin Faraci di Birth.Movies.Death ha lodato le performance di Robbie, Smith, Davis e Hernandez scrivendo che «Suicide Squad è un disastro, ma ci sono quattro performance che vanno contro la corrente di un film raffazzonato e che salvano l'intero prodotto». Brian Truitt di USA Today ha apprezzato il film e ha scritto che «è un bizzarro dito medio alzato con orgoglio alla seria organizzazione dei film di supereroi». Anche Peter Bradshaw del Guardian ha lodato il film, dandogli 4 stelle su 5 e affermando che è «come The Avengers dato in pasto a Deadpool, dona nuova vita all'universo DC sul grande schermo. Così cattivo fino all'osso da risultare buono».
In Italia il fumettista Roberto Recchioni ha scritto che «Suicide Squad è un film che funziona perché a tratti non funziona per niente. È privo di equilibrio nelle sue parti, ma armonico nel complesso, perché è pieno di sbavature evidenti che invece che deturparlo non fanno altro che sottolinearne gli aspetti migliori, esattamente come fa il trucco colato di Harley Quinn con Margot Robbie». Gabriele Niola di BadTaste.it ha scritto che il film è «pieno di difetti, scene rimontate e quindi non perfettamente ritmate o momenti che sembrano troppo sbrigativi», ma che tuttavia «sa regalare le invenzioni del cinema vero», lodando inoltre le interpretazioni di Robbie e Davis. Andrea Tosti di Fumettologica ha criticato il film affermando che «la macchina narrativa si ingolfa quasi subito tra false partenze, ritorni, flashback e presentazioni reiterate, senza che nessuno di questi passaggi serva a caratterizzare la squadra come gruppo e i protagonisti come personaggi».

## Riconoscimenti
- 2017 - Premio Oscar
  - Miglior trucco a Alessandro Bertolazzi, Giorgio Gregorini e Christopher Nelson
- 2017 - Saturn Award
  - Candidatura per Migliore trasposizione da fumetto a film
  - Candidatura per Miglior attrice non protagonista a Margot Robbie
  - Candidatura per Miglior trucco a Allan Apone, Jo-Ann MacNeil e Marta Roggero
- 2017 - ASCAP Film and Television Music Awards
  - Miglior colonna sonora a Steven Price
- 2016 - Critics' Choice Awards
  - Miglior attrice in un film d'azione a Margot Robbie
- 2017 - Empire Awards
  - Candidatura per Miglior trucco e acconciatura
- 2016 - Golden Schmoes Awards
  - Film più sopravvalutato dell'anno
  - Miglior attrice non protagonista a Margot Robbie
  - Miglior T&A a Margot Robbie
  - Miglior trailer dell'anno
  - Candidatura per Peggior film dell'anno
  - Candidatura per Maggior delusione dell'anno
  - Candidatura per Personaggio più alla moda dell'anno a Harley Quinn (Margot Robbie)
  - Candidatura per Poster preferito di un film dell'anno
- 2016 - Golden Trailer Awards
  - Candidatura per Miglior poster di un Blockbuster estivo
  - Candidatura per Miglior musica
  - Candidatura per Miglior Blockbuster estivo
  - Candidatura per Poster preferito
- 2017 - Golden Trailer Awards
  - Candidatura per Miglior grafica in uno Spot TV
  - Candidatura per Miglior campagna virale
- 2017 - Hawaii Film Critics Society
  - Candidatura per Peggior film
- 2017 - Hollywood Makeup Artist and Hair Stylist Guild Awards
  - Miglior trucco per un film estivo a Alessandro Bertolazzi
  - Candidatura per Migliori effetti del trucco a Christopher Allen Nelson, Sean Sansom e Greg Nicotero
- 2017 - Jupiter Award
  - Candidatura per Miglior attore internazionale a Jared Leto
  - Candidatura per Miglior film internazionale
- 2017 - Nickelodeon Kids' Choice Awards
  - Colonna sonora preferita
  - Candidatura per Canzone preferita (Heathens) ai Twenty One Pilots
- 2017 - MTV Movie & TV Awards
  - Candidatura per Miglior cattivo a Jared Leto
- 2017 - Oklahoma Film Critics Circle Awards
  - Candidatura per Film più deludente
- 2017 - Online Film & Television Association
  - Candidatura per Miglior trucco e acconciature a Alessandro Bertolazzi, Giorgio Gregorini e Christopher Allen Nelson
- 2017 - People's Choice Awards
  - Attrice preferita in un film d'azione a Margot Robbie
  - Candidatura per Film preferito
  - Candidatura per Film d'azione preferito
  - Candidatura per Film sci-fi/fantasy preferito
  - Candidatura per Attore preferito in un film d'azione a Will Smith
- 2016 - Razzie Awards
  - Candidatura per Peggior attore non protagonista a Jared Leto
  - Candidatura per Peggior sceneggiatura a David Ayer
- 2016 - Rondo Hatton Classic Horror Awards
  - Miglior film
- 2017 - Santa Barbara International Film Festival
  - Artisan Award per il miglior trucco a Alessandro Bertolazzi
- 2016 - Teen Choice Awards
  - Choice AnTEENcipated Movie
  - Candidatura per Choice Movie Actor: AnTEENcipated a Scott Eastwood
  - Candidatura per Choice Movie Actor: AnTEENcipated a Will Smith
  - Choice Movie Actress: AnTEENcipated a Cara Delevingne
  - Candidatura per Choice Movie Actress: AnTEENcipated a Margot Robbie
- 2016 - Village Voice Film Poll Award
  - Peggior film

## Sequel
Nel marzo 2016 venne riportato che Ayer e Smith sarebbero tornati per il sequel che sarebbe stato girato nel 2017 dopo che il duo avrebbe completato il film Bright. Il mese seguente Ayer si disse interessato a realizzare un sequel vietato ai minori.
Nel luglio 2017 avevano annunciato il regista del sequel, ovvero Jaume Collet-Serra. Nel settembre 2017, tuttavia, la Warner Bros. ha annunciato ufficialmente Gavin O'Connor come regista del sequel. Il 7 giugno 2018 Todd Stashwick ha annunciato che avrebbe co-scritto il film insieme a O’Connor. Nell'agosto 2018 fu reso noto che la produzione sarebbe stata rimandata per permettere a O’Connor e a Smith di lavorare ad altri progetti e che le riprese sarebbero probabilmente iniziate nel tardo 2019.

## Spin-off
Nel dicembre 2016 la Warner Bros. aveva inizialmente incaricato David Ayer di dirigere Birds of Prey e la fantasmagorica rinascita di Harley Quinn, film incentrato sul personaggio protagonista di Harley Quinn. Il film, prodotto tra gli altri da Margot Robbie, aveva in programma una prima stesura a opera di Geneva Robertson-Dworet.
Nel dicembre 2016 è stato rivelato il progetto per un film su Deadshot / Floyd Lawton. Nel settembre 2018, Will Smith confermò che avrebbe ripreso il suo ruolo nel sequel di Suicide Squad e che la storia era in sviluppo. Nel febbraio 2019 Smith lasciò il ruolo a causa di un conflitto di impegni e così a marzo Idris Elba fu scritturato per rimpiazzarlo. In aprile 2019, il personaggio fu riscritto e rimpiazzato così che Smith potesse avere l'oppurtunità di ritornare ad interpretarlo in futuro. Nell'aprile 2022, è stato annunciato che la produzione del film è stata ritardata a favore di altri progetti a causa della paga richiesta da Smith. La Warner Bros. ha confermato che ciò era stato fatto prima dell'incidente alla 94ª edizione dei Premi Oscar che ha coinvolto Will Smith e Chris Rock.
Nel maggio 2016 è stato annunciato che Margot Robbie avrebbe ripreso il ruolo di Harley Quinn in uno spin-off intitolato Gotham City Sirens. A gennaio 2020 David Ayer ha affermato che il progetto è in fase di stasi, a causa della produzione di Birds of Prey, ma che il suo sviluppo sta comunque continuando. Margot Robbie, interprete di Harley Quinn, ha dichiarato di aver scelto di fare prima quest'ultimo film in modo tale da introdurre personaggi meno conosciuti; ha in seguito aggiunto che spera di poter esplorare le relazioni del suo personaggio con Catwoman e Poison Ivy.
A luglio 2017, un film con protagonisti Harley Quinn e Joker era in fase di sviluppo con il titolo provvisorio di Harley Quinn vs. the Joker, la cui produzione dovrebbe iniziare dopo The Suicide Squad - Missione suicida. Glenn Ficarra e John Requa sono stati assunti come co-sceneggiatori, co-registi e co-produttori. Nel settembre 2018, la sceneggiatura è stata completata e inviata alla Warner Bros. e l'inizio della produzione era previsto dopo Birds of Prey. Il progetto è stato cancellato a febbraio 2019.
Nel giugno 2018, è entrato in fase di sviluppo un film che aveva come protagonista il personaggio di Joker interpretato da Jared Leto, che è stato coinvolto anche come produttore esecutivo . A febbraio 2019, il film è stato cancellato e nello stesso anno è stato distribuito un film su Joker non correlato al DCEU.

## Director's Cut
Dopo l'uscita del film nelle sale e le recensioni negative ricevute, Ayer si giustificò dicendo che la pellicola distribuita non rispecchiava affatto la sua visione, affermando che il montaggio originale era qualcosa di completamente diverso rispetto alla versione cinematografica, definendola una sorta di "commedia scanzonata", in confronto a quanto aveva originariamente concepito, attribuendo tale cambiamento alla ricezione negativa di Batman v Superman e all'inaspettato successo del film Deadpool, uscito un mese prima.
Nel maggio 2020, in seguito all'annuncio della director's cut di Justice League, Ayer annunciò di avere anche lui pronto il suo montaggio originale di Suicide Squad, denominato "Ayer Cut", affermando che non avrebbe richiesto una grande spesa per essere pubblicato, chiedendo inoltre a gran voce il supporto dei fan della pellicola e diffondendo anche svariate novità riguardanti il suo montaggio: tra esse, maggiore peso ai personaggi di Katana, Slipknot e il Joker di Jared Leto, una scena di apertura alternativa, un triangolo amoroso tra alcuni dei protagonisti e un tono più serio e meno comico.
Il 7 agosto 2023, David Ayer ha annunciato di aver discusso del suo director's cut con James Gunn e che probabilmente uscirà in futuro.
Tuttavia, il 4 gennaio 2024 David Ayer ha annunciato che non avrebbe più sostenuto questo progetto, citando come motivo la mancanza di interesse da parte della Warner Bros. e il suo desiderio di voltare pagina. Nonostante ciò, nell'agosto 2024 David Ayer è tornato a protestare in merito alla vicenda ancora una volta.
In un'intervista del marzo 2025 Ayer ha dichiarato che James Gunn è ancora interessato a rilasciare la sua versione, ma vuole "prima mettere a segno alcuni punti sul tabellone".